# 적그리스도

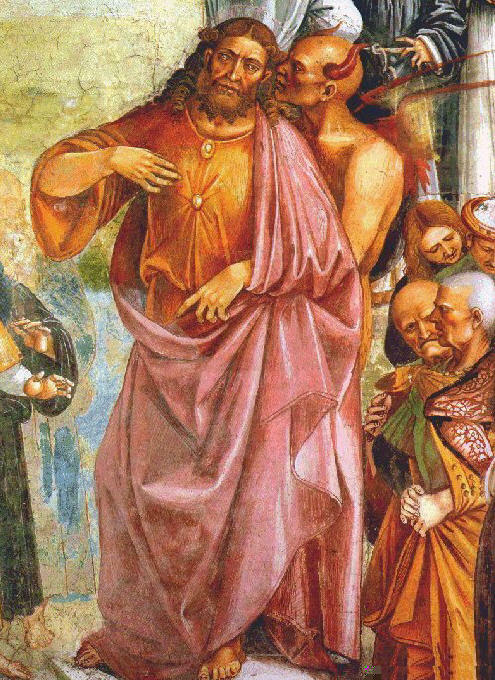
적그리스도에게 속삭이는 악마

적그리스도, 그리스도의 적(그리스어: Ἀντίχριστος 안티크리스토스[*],  히브리어: אנטיכריסט, 영어: Antichrist, anti-Christ) 또는 가그리스도(假~)는 일반적으로 기독교에서 그리스도(메시아)를 사칭하는 악의 화신으로 간주된다. 적그리스도라고도 한다. 그리스도의 적이라는 용어는 신약성경을 통틀어 요한 1서와 요한 2서에서 총 5회 발견되는데, 복수형으로는 1회, 단수형으로는 4회이다.
그리스도인들이 그리스도(메시아)라고 믿는 예수가 재림 때에 가장 강력한 거짓 메시아인 그리스도의 적과 맞닥뜨리게 될 것이라고 전해진다. 버나드 매긴에 의하면, 그리스도가 구세주이자 인류를 위한 이상적인 모델인 것처럼 그의 적수는 강력한 악의 인물이 될 것이라고 한다.
이슬람교 종말론에서도 아랍어로 이싸로 알려진 예수의 재림 전, 인류를 기만하기 위한 거짓 메시아(المسيح الدجال)가 나타날 것이라고 말한다.
일부 비율법주의 중세 유대교 종말론에서도 비슷하게(풍자적으로) 메시아에 맞서는 종말의 때에 왕으로 등극하여 이스라엘을 몹시 괴롭힌 후에 정복당하게 될 동정녀의 아들 아르밀루스가 언급된다. 전통적인 유대교 사상에는 그리스도의 적이라는 개념이 존재하지 않지만, 중세 디아스포라 시절에는 메시아 시대에 악에 대한 최후의 승리의 상징으로서 필연적으로 파멸될 존재에 대한 이야기가 있었다.

## 기독교의 관점

### 신약성경
신약성경에 그리스도의 적이 언급되어 있는지 여부에 대해서는 논쟁이 있다. 이 용어는 요한 1서의 안티크리스토스(antikhristos)에서 유래한 것이다. 비슷한 용어인 프세우도크리스토스(pseudokhristos, 거짓 메시아) 또한 신약성경에서 처음 발견되는 용어로, 가령 요세푸스는 다수의 거짓 메시아에 대해서는 전혀 언급하지 않았다. 안티크리스토스의 개념은 기원전 500년~서기 50년 사이 유대인 문헌에 전혀 나와있지 않다.
“자녀 여러분, 지금이 마지막 때입니다. 그리스도의 적이 온다고 여러분이 들은 그대로, 지금 많은 그리스도의 적들이 나타났습니다. 그래서 우리는 지금이 마지막 때임을 압니다.”(요한 1서 2,18).
“누가 거짓말쟁이입니까? 예수님께서 그리스도이심을 부인하는 사람이 아닙니까? 아버지와 아드님을 부인하는 자가 곧 그리스도의 적입니다.”(요한 1서 2,22).
“그러나 예수님을 믿는다고 고백하지 않는 영은 모두 하느님께 속하지 않는 영입니다. 그것은 그리스도의 적의 영입니다. 그 영이 오리라고 여러분이 전에 들었는데, 이제 이미 세상에 와 있습니다.”(요한 1서 4,3).
“속이는 자들이 세상으로 많이 나왔습니다. 그들은 예수 그리스도께서 사람의 몸으로 오셨다고 고백하지 않는 자들입니다. 그런 자는 속이는 자며 그리스도의 적입니다.”(요한 2서 1,7).
종래 기독교에서는 적그리스도를 어떤 특정한 인물을 지칭하는 용어로 이해하였다. 예컨대 종교개혁 시대에 교황과 루터가 서로를 적그리스도라고 비방하면서 교회에 가르침과 반대되는 짓을 일삼는 사람을 특정하는 용어로 쓰였다.말하자면 그리스도에 대적하는 악한 무리의 총체라고 해석할 수 있는 것이었다.
속사도 교부의 한사람인 폴리가르포는 필리비 교우들에게 보내는 편지에서 '거짓된 교리로 교회 공동체에서 설교하는 무리가 적그리스도입니다.'라고 하였는데, 폴리가르포는 어떤 특정한 사람을 염두에 두고 적그리스도라고 한 것이 아니라 어떤 집단을 가리켜 적그리스도라고 하였다.
기독교가 종교개혁으로 분열되었을 때 로마 가톨릭 교회와 개혁교회 진영에서는 서로를 '적그리스도' 아니면 '가그리스도'로 정죄하는 일을 저질렀다.
그러나 제2차 바티칸 공의회 이후 가톨릭 교회와 개혁교회에서 서로를 근거없이 비방하는 것을 삼가면서, 서로의 수장을 적그리스도라고 비방하는 것을 삼가게 되었다.

## 같이 보기
- 알 마시 앗 닷잘(en:Al-Masih ad-Dajjal) - 이슬람 예언자 무함마드의 언행을 담은 전승록인 하디스에서 심판의 날 직전에 등장하는 외눈박이 거짓 메시아
- 아마겟돈
- 마흐디
- 신세계질서(뉴 월드 오더, NWO)